# ライムギ

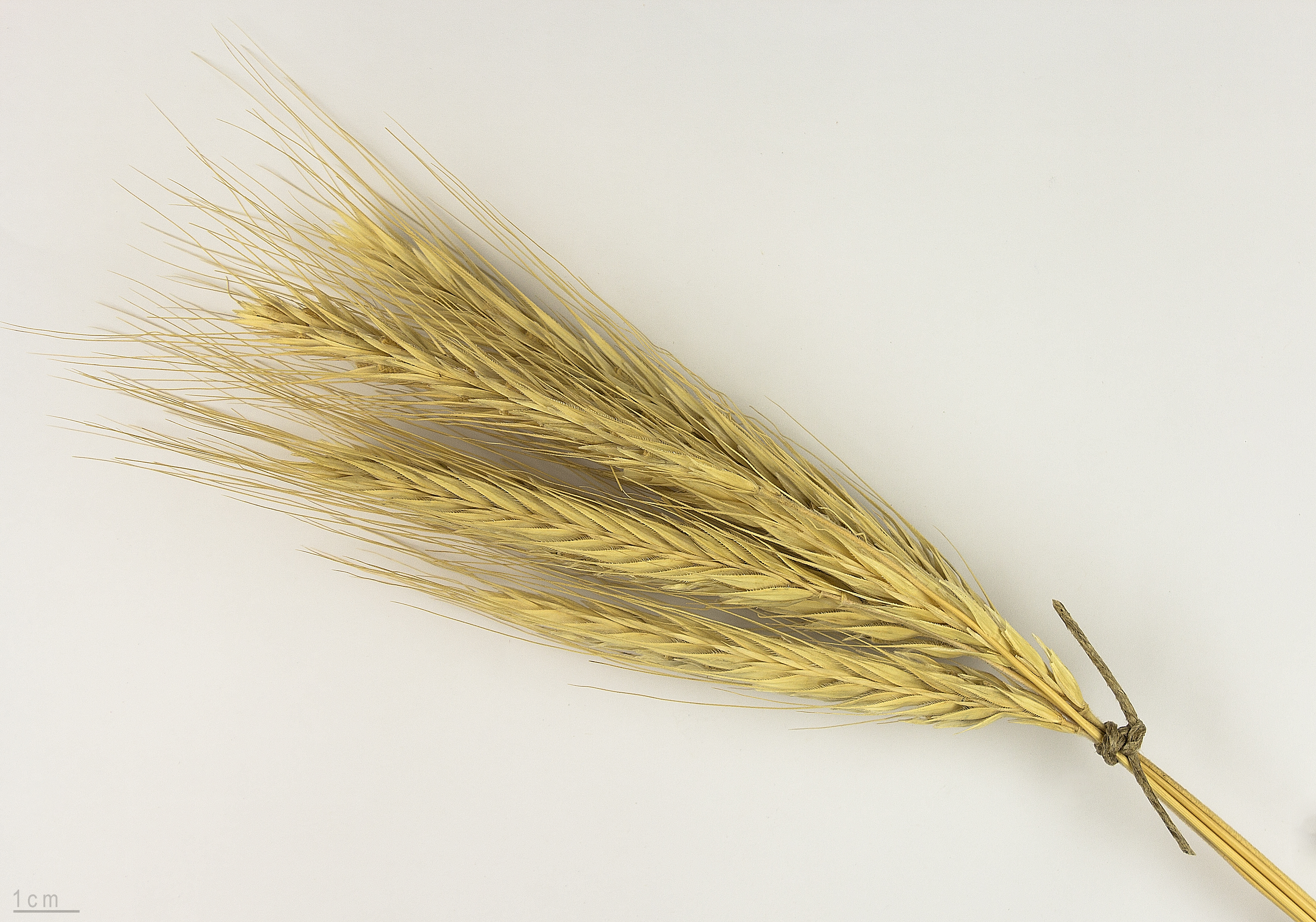
Secale cereale

ライムギ（ライ麦、学名Secale cereale）はイネ科の栽培植物で、穎果を穀物として利用する。別名はクロムギ（黒麦）。単に「ライ」とも。日本でのライムギという名称は、英語名称のryeに麦をつけたものである。食用や飼料用としてヨーロッパや北アメリカを中心に広く栽培される穀物である。寒冷な気候や痩せた土壌などの劣悪な環境に耐性があり、主にコムギの栽培に不適な東欧および北欧の寒冷地において栽培される。

## 歴史

### 栽培化まで
原産は小アジアからコーカサスあたりと考えられている。小麦や大麦の原産地よりは、やや北の地域である。
栽培化の起源は、次のように考えられている。もともとコムギ畑の雑草であったものが、コムギに似た姿の個体が除草を免れ、そこから繁殖した個体の中から、さらにコムギに似た個体が除草を逃れ、といったことが繰り返され、よりコムギに似た姿へと進化（意図しない人為選択によるヴァヴィロフ型擬態）した。さらに環境の劣悪な畑では、コムギが絶えてライムギが残り、穀物として利用されるようになったというものである。
同じような経緯で栽培作物となったエンバクとともに、本来の作物の栽培の過程で栽培化されるようになった植物として「二次作物」と呼ばれる。コムギ畑における強勢雑草であり、コムギの生育条件の悪い畑では、コムギを押しのけてライムギのほうが主となっている畑がみられる。
本来の野生種ライムギは種子が脱落するタイプのみであったが、コムギ畑の雑草化した時点で半脱落性化し、さらに栽培化の過程で他の穀物と同様に非脱落性を獲得し、これによって穀物としての有用性は急上昇した。ライムギが栽培化されたのは、紀元前3000年頃のコーカサスからトルキスタンにかけてと考えられている。

### 主要穀物化
ローマ帝国では、貧困者が食べるものとしていたため、一時期栽培が激減した。しかし、ローマ帝国の北部では小麦の生育条件が悪く、しばしば小麦畑をライ麦が覆うようになり、2世紀ごろにはライ麦を主目的として栽培されるようになった。コムギより酸性土壌に強く、乾燥や寒冷な気候に耐えるため、スカンジナビア半島やドイツ、東ヨーロッパなどでは主要な穀物として栽培されていった。中世にはオオムギに代わってコムギに次ぐ第2の穀物としての地位を確立した。16世紀末からは海運の改善や都市人口の増大に伴い、バルト海沿岸のライムギが輸出用作物として盛んに栽培されるようになり、とくにポーランド王国の大穀倉地帯を後背地に持つダンツィヒのライムギ交易が急増した。総輸出の約70%を占めたダンツィヒをはじめ、リガやケーニヒスベルクなどのバルト海諸港から盛んにライムギが輸出され、1562年から1657年までの106年間の年間平均輸出量は8.6万トンに上った。また、このライムギ交易の活況はポーランド王国の経済を活性化し、ポーランドの黄金時代を経済面から支えることとなった。一方で、麦角菌中毒（下で詳述）が中世には大流行し、591年から1789年の間に132回の流行を見た。
主要栽培地域である中央アジアおよびヨーロッパ以外への伝播は遅れ、16世紀以降にはロシア人の東進にともなってシベリアでも栽培が開始されたものの、南北アメリカ大陸やインド、東アジア、日本への伝播は19世紀まで起こらなかった。このため、栽培の歴史の浅い日本および東アジアにおいては雑草型のライムギはほぼ存在せず、栽培種のライムギのみが生育している。

### 需要の減少と再評価
ライムギの重要性が低下し始めたのは18世紀に入ってからのことである。このころからイギリスでは囲い込みや農業革命の進展によってコムギの生産が急伸し、コムギの一大輸出国となった。これに伴い、食味に劣るライムギの輸出が急減した。バルト海からのライムギ輸出量は、17世紀前半の50年平均が13.2万トン、後半50年が11.2万トンだったのに対し、18世紀前半の50年には6.4万トンと半分未満に減少してしまった。
その後も、19世紀ごろまではパン用穀物としてはコムギより使用量が多かったものの、食味などの点からコムギのパンのほうが常に高級とされ、コムギの収穫量増大とともに重要性は低下していった。ライムギの主要産地の一つであり消費量も多かったドイツでも、1850年以降ライムギの供給量は年間一人当たり60㎏から80㎏程度で停滞し、1900年ごろには供給量は60㎏程度で横ばいであるものの、コムギとほぼ同量の供給量となった。1850年にはコムギの供給量はライムギの半分の約30㎏にすぎなかったので、経済成長や生産の拡大などによってコムギの供給量が急伸し、ライムギの重要性が相対的に低下したことが読み取れる。その後、1940年ごろまではコムギとライムギの供給量はほぼ同量となっているが、1950年にはついに逆転され、ライムギの供給量は一人当たり約30㎏となって、コムギの半分になってしまっている。しかも
その後も、ライムギの供給量は急減を続けた。
現在ではライ麦粉は小麦粉よりビタミンB群や食物繊維が多いことから、健康食品として再評価が進みヨーロッパ全土で栽培されている。しかし19世紀以後、コムギの作付面積が拡大するとともにライムギは栽培面積、栽培量ともに激減し、現代においてもなお栽培は減少の一途をたどっている。生産量が少ないため、僅かな不作でも価格が急騰する事があり、昔とは逆に小麦のパンよりライ麦パンの方が高値で取引されることも珍しくない。かつては庶民の主食だったが食味、食感に劣るとして生産減少が進んだものの、現在は栄養価の高さを見直された例として、米食文化圏における玄米と似た状況を辿っている。

## 形態
ライムギの近縁種としては、S. montanum、S. africanum、S. vavilovii 及び S. silvestreがある。
根がよく発達し、地上面の高さは1.5mから1.8m、3mに及ぶこともある。風媒花である。ライムギはコムギやオオムギと違って他家受精植物であり、自家受精する場合は著しく収穫量が劣る。
コムギとは近縁であり、交配も可能である。ただし、ライムギの花粉をコムギのめしべに受粉させる場合に限り、この逆では実が稔らない。もともとはコムギ畑の雑草であったため、ライムギとコムギの交雑は頻繁に起こっていた。これを防ぐため、ヨーロッパなどライムギの古くから栽培されていた地域では、ライムギとの交雑を制限する遺伝子を持つコムギが優勢となっていき、ほとんどのコムギがこの遺伝子を持つようになった。一方、東アジアにはライムギが存在しなかったため、東アジアのコムギにはこの遺伝子が存在しない。この形質を利用し、コムギとライムギの品種改良がおこなわれている。コムギとの人為的な交配種をライコムギといい、一時交配では優良な品種が生まれにくいものの、交配種どうしからさらに交配させた品種からは優良種が現れることがあり、選抜して栽培される。

## 栽培

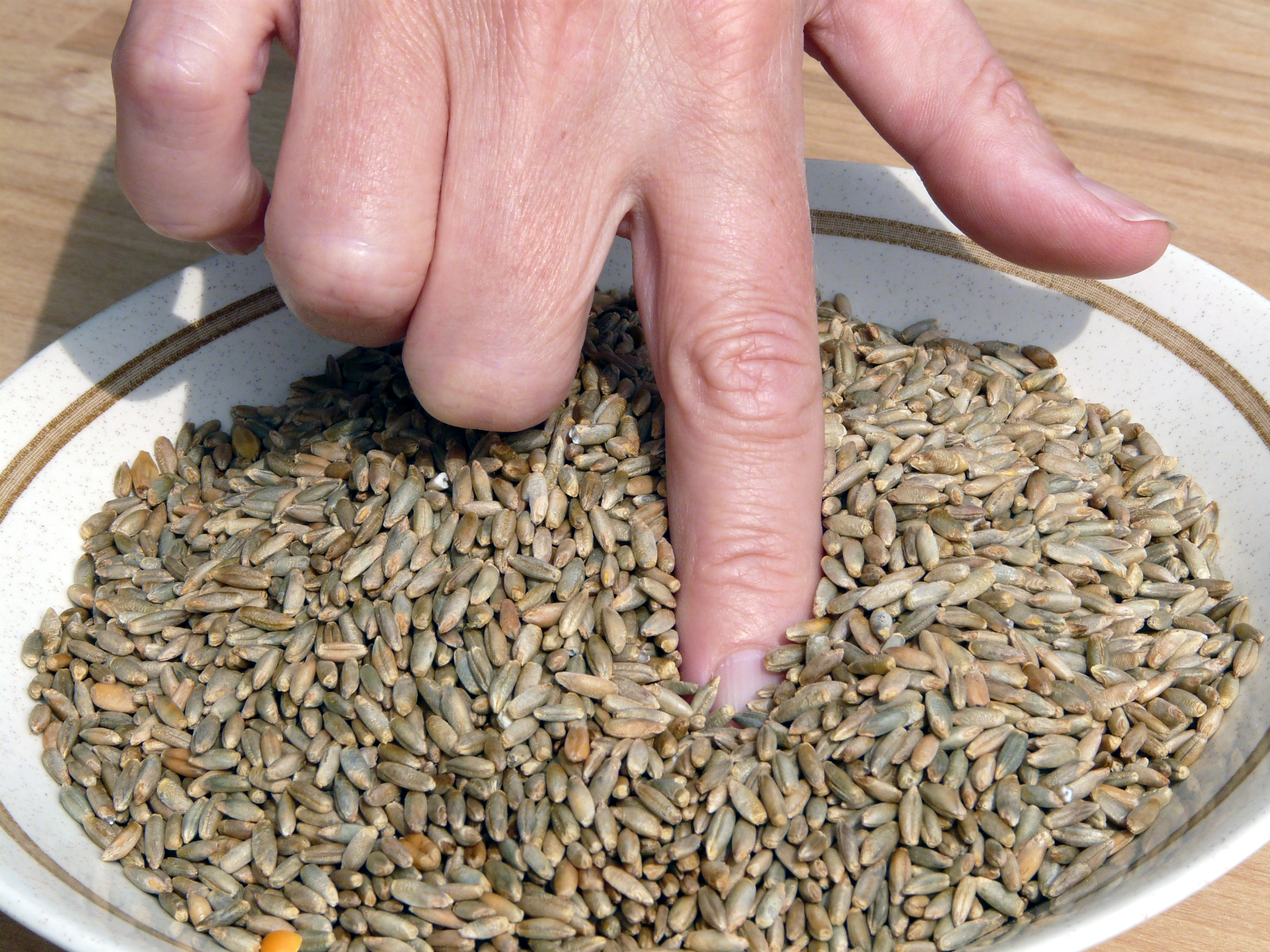
ライムギの種子

栽培中のライムギ

主に秋に蒔き、夏に収穫するが、春蒔きの品種もある。ライ麦は発芽温度が1℃から2℃と低く、低温に強いため冬作物として栽培される。秋に蒔かれたライ麦は冬を越し、春になると急速に成長する。ライ麦はほかの穀物よりも耐寒性が強いため、小麦が生育できない寒冷地においてもライ麦は成長できる。また、ライ麦はほかのほとんどの穀物よりも貧しい土壌で生育することができる。そのため、特に砂地や泥炭地などでは特に貴重な作物である。しかしこのやせ地での生育を可能にしているのは、根が深く張り巡らされて養分を地中奥深くから吸収することができるためであるため、地力を消耗しやすく、また吸肥性が高い。一方で根が深くなるために、根を張り巡らせづらい粘土質の土地では生育しにくいが、粘土質以外の土地ではたいていよく生育し、強酸性土壌でもアルカリ性土壌でも生育するなど土質をあまり選ばない。砂地を好み根が深くなるため、砂丘などの土壌流出の防止に効果が高い。また、丈が高いため、成長しすぎると倒伏しやすくなる。連作障害が起こりやすいため、ジャガイモやインゲンマメなどと組み合わせた輪作が行われる。
ライムギはもともとコムギ畑の雑草であり、生育条件がほぼ同じであることから、コムギの生育条件の悪い畑では意図的にコムギとライムギを混ぜて栽培されることがある。こうすることで、コムギが寒冷などで不作となった場合においてもライムギの収穫で損害をある程度埋め合わせることができるからである。

### 病害

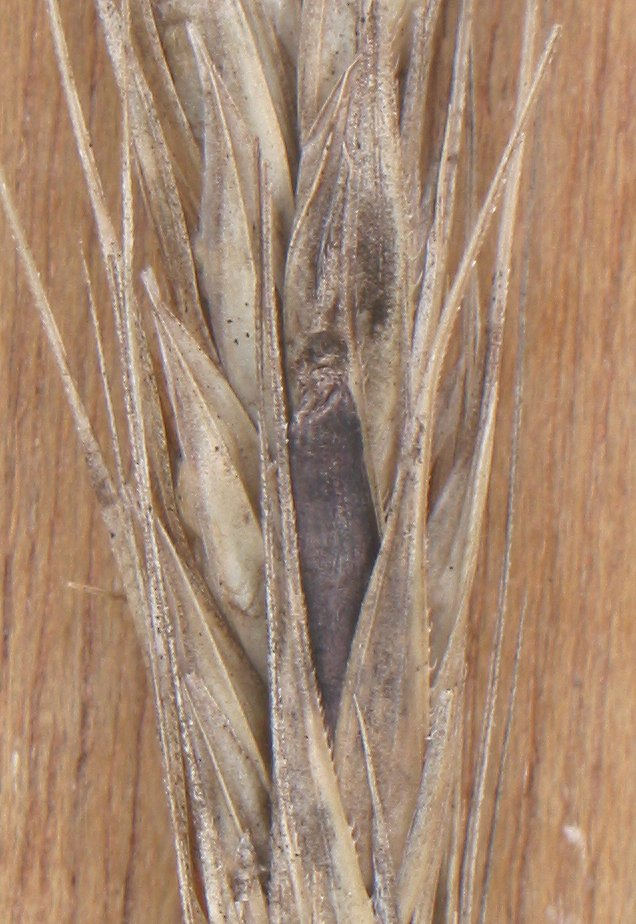
麦角菌に冒されたライムギ

子嚢菌の一種麦角菌が子房に寄生すると、菌核を形成し、一群の麦角アルカロイドと呼ばれる様々な生理活性を示すアルカロイドを含むマイコトキシンが発生する。これが麦角である。麦角菌に寄生されたライムギは黒い角状のものを実の間から生やしたため、これが麦角の名の由来となった。これが発生した畑からの収穫物には種子にまぎれて麦角が混入し、これを粉に挽いてパンなどに調理すると、麦角アルカロイドの毒性によって流産や末梢血管の収縮による四肢の組織の壊死、幻覚などの中毒症状を引き起こすので、食用に適さない。この麦角菌中毒は中世に大流行し、多くの人の命を奪った。

## 生産
| 国名                       | 2013年 | 2012年 | 2011年 | 2010年 | 2005年 |
| -------------------------- | ------ | ------ | ------ | ------ | ------ |
| ドイツ                     | 468.9  | 389.3  | 252.1  | 290.3  | 279.4  |
| ロシア                     | 336.0  | 213.2  | 297.1  | 163.6  | 362.8  |
| ポーランド                 | 335.9  | 288.8  | 260.1  | 285.2  | 340.4  |
| 中国                       | 65.0   | 67.8   | 68.0   | 57.0   | 55.4   |
| ベラルーシ                 | 64.8   | 108.2  | 80.1   | 73.5   | 115.5  |
| ウクライナ                 | 63.8   | 67.7   | 57.9   | 46.5   | 105.4  |
| デンマーク                 | 52.7   | 38.4   | 29.4   | 25.5   | 13.2   |
| スペイン                   | 38.3   | 29.7   | 36.7   | 25.8   | 12.9   |
| トルコ                     | 36.5   | 37.0   | 36.6   | 36.6   | 27.0   |
| オーストリア               | 23.4   | 20.5   | 20.2   | 16.4   | 16.4   |
| カナダ                     | 20.8   | 33.7   | 19.5   | 23.2   | 33.0   |
| アメリカ合衆国             | 19.5   | 17.6   | 16.1   | 18.9   | 19.1   |
| チェコ                     | 17.6   | 14.7   | 10.5   | 11.8   | 19.7   |
| フランス                   | 14.3   | 16.0   | 12.4   | 15.1   | 14.7   |
| スウェーデン               | 14.2   | 14.0   | 13.2   | 12.3   | 11.2   |
| 世界総計                   | 1669.6 | 1461.6 | 1301.6 | 1196.1 | 1516.5 |
| 出典：国際連合食糧農業機関 |        |        |        |        |        |

寒冷を好みやせた土壌でも生育するため、東部、中部、北部ヨーロッパやロシアなど高緯度地帯で広く栽培される。主要なライ麦生産地帯はドイツからポーランド、ベラルーシ、ウクライナ、リトアニア、ラトビア、及び北部ロシアへと続く。また、カナダ、アメリカ合衆国、アルゼンチン、ブラジル、中華人民共和国北部でも栽培される。
2005年の最大生産国はロシアで、以後ポーランド、ドイツ、ベラルーシ、ウクライナと続く。しかし、需要の減退によってライ麦の生産量は減り続けている。ロシアでは、ライ麦生産量は1992年の1390万トンから2005年には360万トンにまで減少した。同じ時期、ポーランドでは590万トンから340万トン、ドイツでは330万トンから280万トン、ベラルーシでは310万トンから120万トン、中国では170万トンから60万トン、カザフスタンでは60万トンからわずか2万トンにまで減少している。
ライムギ自体の10アール当たり収入は、農法の改善などにより増加傾向にあるため、栽培面積がそれを上回る勢いで減少していることになる。世界の総栽培面積も、1930年代の4200万ヘクタールから1977年には1400万ヘクタールにまで減少している。栽培面積は減少傾向だが、一方で2010年以降は生産量自体は増えつつある。健康志向による需要の高まりに影響された値段高騰の影響と推定されている。
ライ麦は生産国内でほぼ消費される。近隣諸国へ輸出されることはあるものの、世界市場は成立していない。需要自体が少ないため、近代的な品種改良もあまり行われてはいない。
| カルシウム   | 33 mg    |
| 鉄分         | 2.67 mg  |
| マンガン     | 121 mg   |
| リン         | 374 mg   |
| カリウム     | 264 mg   |
| ナトリウム   | 6 mg     |
| 亜鉛         | 3.730 mg |
| 銅           | 0.450 mg |
| マグネシウム | 2.680 mg |
| セレン       | 0.035 mg |

## 利用

### パン

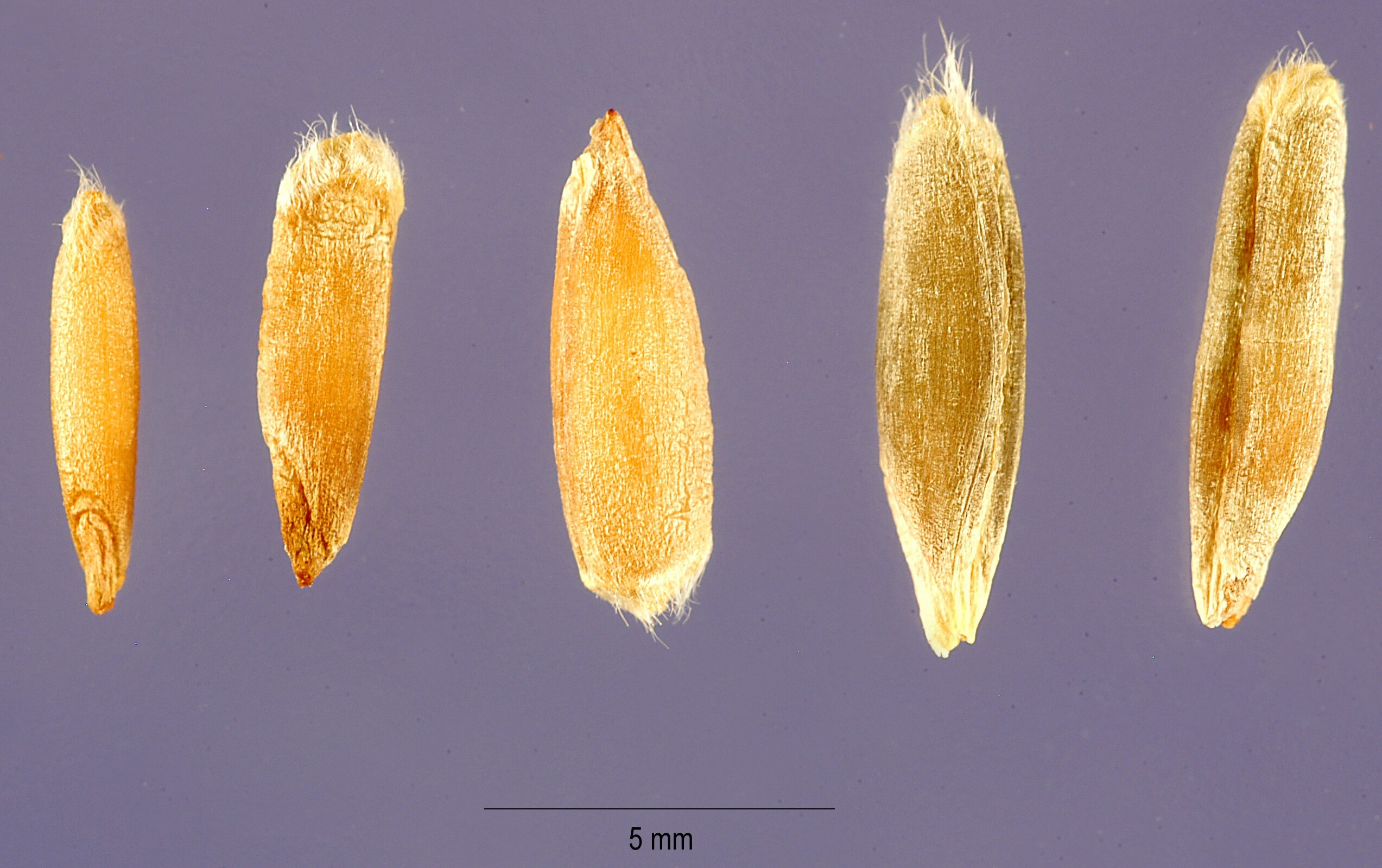
ライムギの穀粒

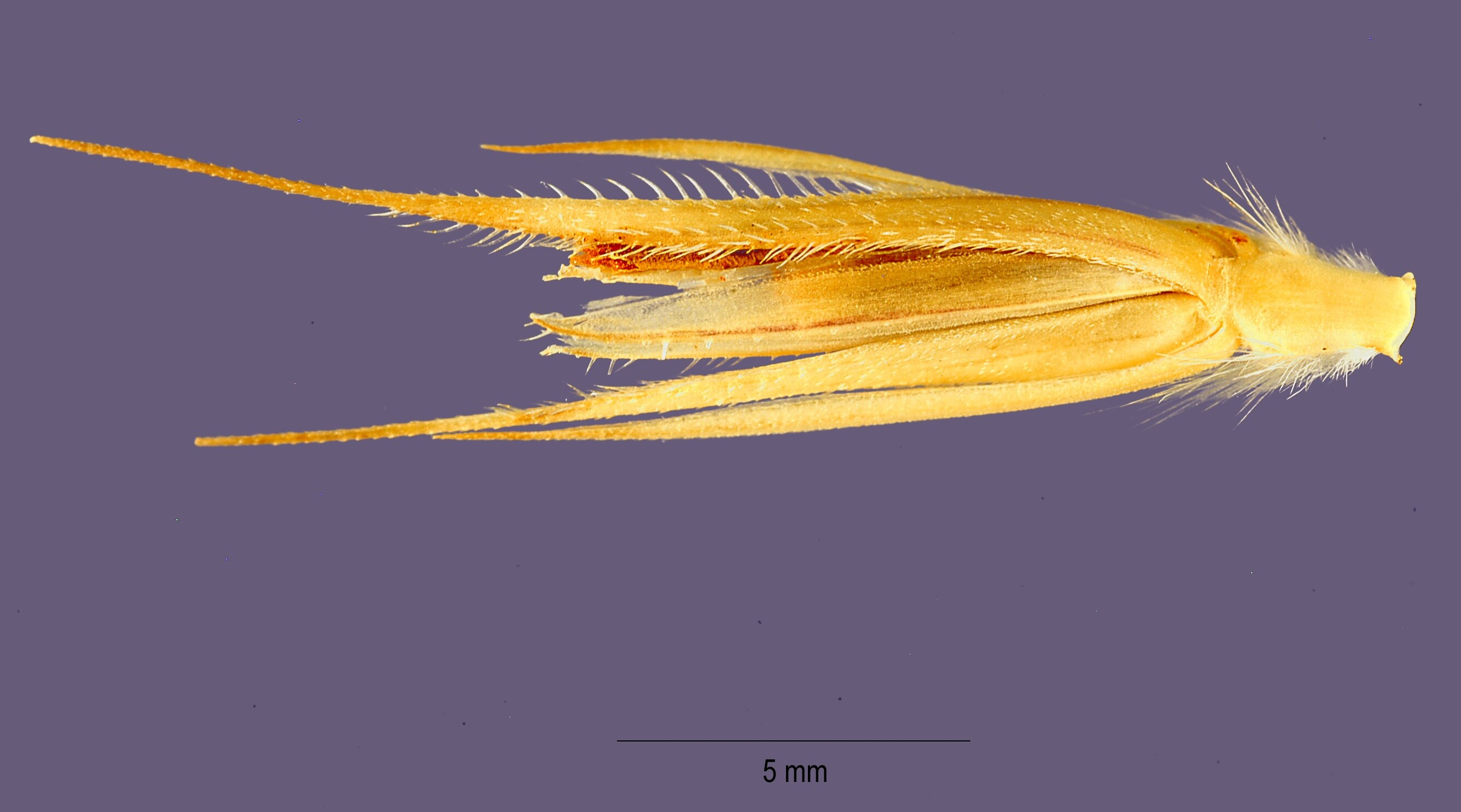
ライムギの穀粒

ライムギはオオムギやエンバクとは違い、人間の食用としての利用が中心である。古来からヨーロッパではコムギに次ぐ食用穀物として扱われており、主に種子を粉にしてパンの原料とされてきた。21世紀の現在でも、ドイツや北欧諸国など小麦の生育が悪い国を中心に多くのライ麦パンが作られ、文化の一部となっている。ライ麦パンは色が黒っぽいことから黒パンとも呼ばれる。ライ麦には小麦と違ってグルテンがないため生地の伸びが悪い。しかしエンバクなど他のムギとは違い、ライムギはグルテンを構成するうちのグリアジンは持っているため全く膨らまないというわけではない。この性質によりライムギがコムギに次いで第二の主穀となっていった。多少は膨らむ分、ほかの穀物のパンに比べてより美味なのである。
また小麦粉のパンよりも焼きあがったのちに密度が高いため、目は詰まっているが水分の抜けが少ないので日持ちする。パンの発酵にはイースト菌ではなくサワー種と呼ばれる何種類もの微生物が共存した伝統的なパン種を用いることが多い。これらの発酵法では乳酸を用いて発酵するうえ、ライムギ粉の生地は酸性化されるとふくらみがよくなるため、できあがった黒パンには酸味がある。また、ライムギだけでは生地が膨らみにくいため、ライムギとコムギを混ぜてパンを作ることも多く行われている。この際、ライムギを多くするほど酸味が強く固いパンとなり、コムギを多くするほど酸味が少なくやわらかいパンとなる。コムギの生産量の増加やライムギパンを消費する国々の経済成長などにより、時代が下るにつれてコムギの混合量は多くなる傾向にある。コムギが大半を占める混合パンの場合、ライムギの風味は残るもののふっくらとしたパンになるため、より食べやすくなるためである。しかし、現代においてもライムギパンの風味を好む人々は多く、割合は減ったもののライムギの配合の多い高く酸味の強い混合パンや、ライムギ粉のみで作るパンもいまだ盛んに製造されている。ライムギ粉は食物繊維やミネラルが豊富に含まれており、健康に良いとされている。この栄養分の高さも、近年ライムギパンが見直され消費の増える一つの要因となっている。また、ライムギにおいても精製された胚乳だけを用いるライムギ粉のほか、粗挽き粉や表皮、胚芽、胚乳をすべて粉にした全粒粉が存在し、健康志向の高まりもあって多く使用されている。

### 各国における食用利用

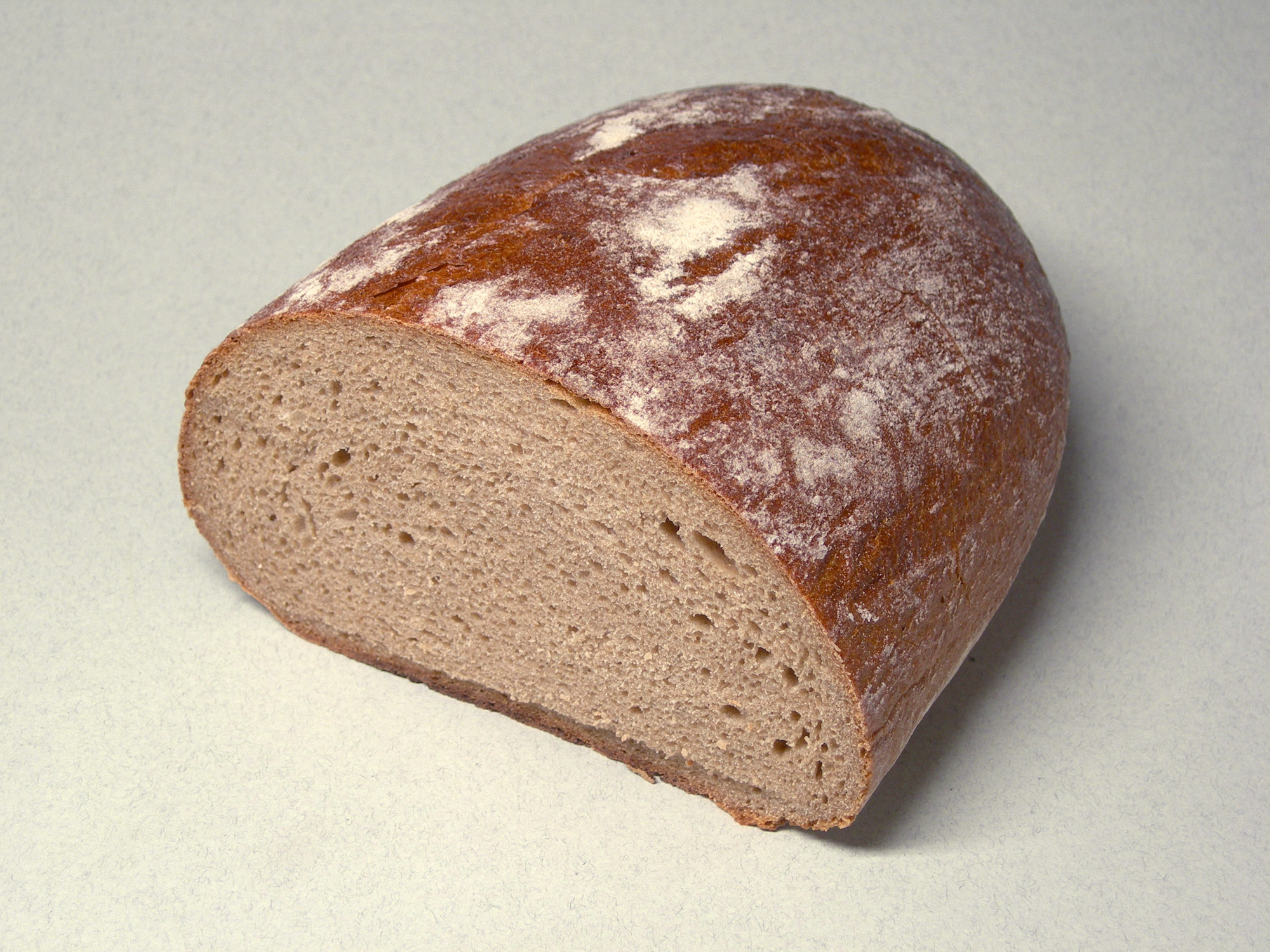
オーストリアで焼かれたライムギ・コムギ混合パン（ロッゲンミッシュブロート）

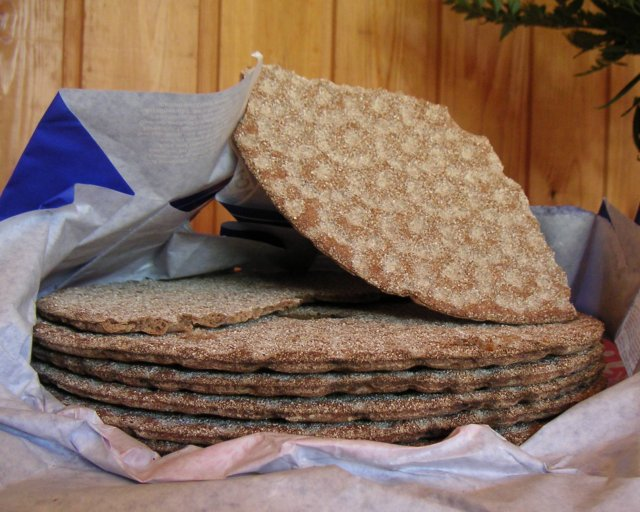
クリスプ・ブレッド

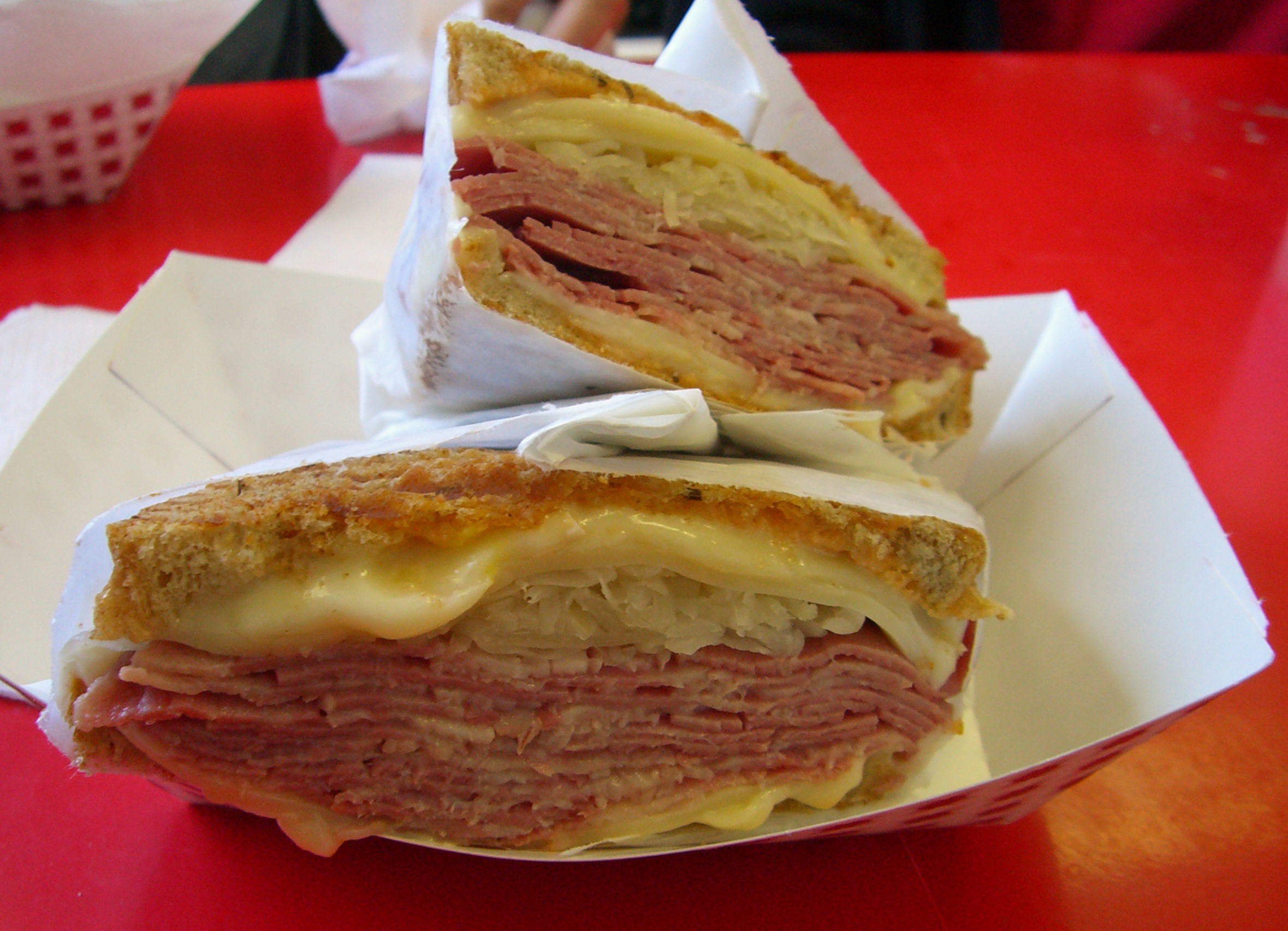
ルーベンサンド

ライムギの主要栽培地域はロシアからドイツにかけての東欧北部であるが、各国ではそれぞれ特色のある利用がなされている。
ドイツにおいてはライムギとコムギの混合したパンが一般的であるが、その混合具合によって種類が違い、またライムギも粗挽きにするか細かく挽くかで違ってくる。ドイツのライムギパンはロッゲンブロート（Roggenbrot、Roggen＝ライムギ、Brot＝パン）と呼ばれるが、ライムギとコムギとの配合比によって名称基準が明確に定められている。ロッゲンブロートと呼ばれるものはライムギ配合比が90%以上と定められており、ほぼライムギのみによるパンである。ライムギの配合比のほうが多い、ライムギ粉89%から51%までのパンはロッゲンミッシュブロートと呼ばれる。これに対し、コムギの配合比のほうが多い、コムギ粉89%から51%までのパンはヴァイツェンミッシュブロートと呼ばれる。なお、コムギ配合比90%以上のほぼコムギのみによるパンはヴァイツェンブロートと呼ばれる。粗挽きのライムギ粉と、ライムギ粒の挽き割りから作られるプンパーニッケルなどもよく知られたドイツのライムギパンである。
フランスにおいても、ドイツと同様にライムギとコムギの配合比によってパンの名称が定められている。
オーストリアのアルプス山脈部においてもライムギは利用されていたが、ここでは最も利用されていたのはエンバクのパンであり、ライムギパンはそれよりは高級なものとされていた。しかし1950年代から1960年代にかけて流通網の整備などにより安い小麦粉やライムギ粉が入ってくるようになると、エンバクはパンにされなくなり、ライムギパンも半分は小麦粉を混ぜるようになった。
ロシアにおいてもライムギの黒パンは好まれ、非常に多く消費されるが、ドイツのものとは味などでかなり異なったものである。ロシアの黒パンは伝統的にライムギだけの黒パンである。ロシアはドイツに比べてもさらに自然環境が厳しく、主力の栽培穀物がライムギだったためである。この黒パンはロシアにおいてはまさしく食物の中心的存在であり、ロシア語でパンをあらわす『フレープ（хлеб）』という言葉はパン全体だけでなく、穀物全体をも指し、また逆に黒パンのことも指した。パンの中で最も一般的なものが黒パンだったので、フレープという語がそのまま黒パンを指すようになったのである。また、ロシアはヨーロッパの他国に比べてパンの消費量が非常に多く、まさしく主食に近い地位を確立していた。ロシア語で「パンと塩」（Хлеб да Соль:フレープ・ダ・ソーリ）という言葉は「もてなし」を意味するが、これは来客をもてなす時に大きな丸い黒パンと塩を差し出したからである。ロシアにおいても、近年ではコムギとライムギの混合パンは多く流通している。
ポーランドも黒パン地域であるが、ここの黒パンはドイツよりはロシア風に近いものである。ベラルーシはエンバクをより多用する地域であるが、ここではパン用にはその時代からライムギが使用されてきた。フィンランドではライムギパンはルイスレイパ（Ruisleipä）、エストニアにおいてはレイブ (Leib) と呼ばれ、やはりよく消費される。また、北欧諸国においては平たく乾いたクラッカー状のクリスプ・ブレッドが多く生産されるが、このクリスプ・ブレッドは伝統的にライムギによって作られるものであり、現在ではほかの原料によって作られることもあるものの、やはりライムギによって作られるものが主流である。クリスプ・ブレッドはスウェーデン語ではクネッケブレード(knäckebröd)、ノルウェー語ではクネッケブレー(Knekkebrød)、デンマーク語ではクネックブレド(Knækbrød)、アイスランド語ではリョックブレユズ(Hrökkbrauð)、フィンランド語ではネッキレイペ(näkkileipä)と呼ばれ、いずれの国でもよく食べられる。
ライムギパンにコンビーフまたはパストラミ、ザワークラウト、チーズ、ロシアンドレッシングまたはサウザンドアイランドドレッシングを挟んでグリルしたホットサンドであるルーベンサンドは、ニューヨークの定番のサンドイッチのひとつとなっている。

### その他

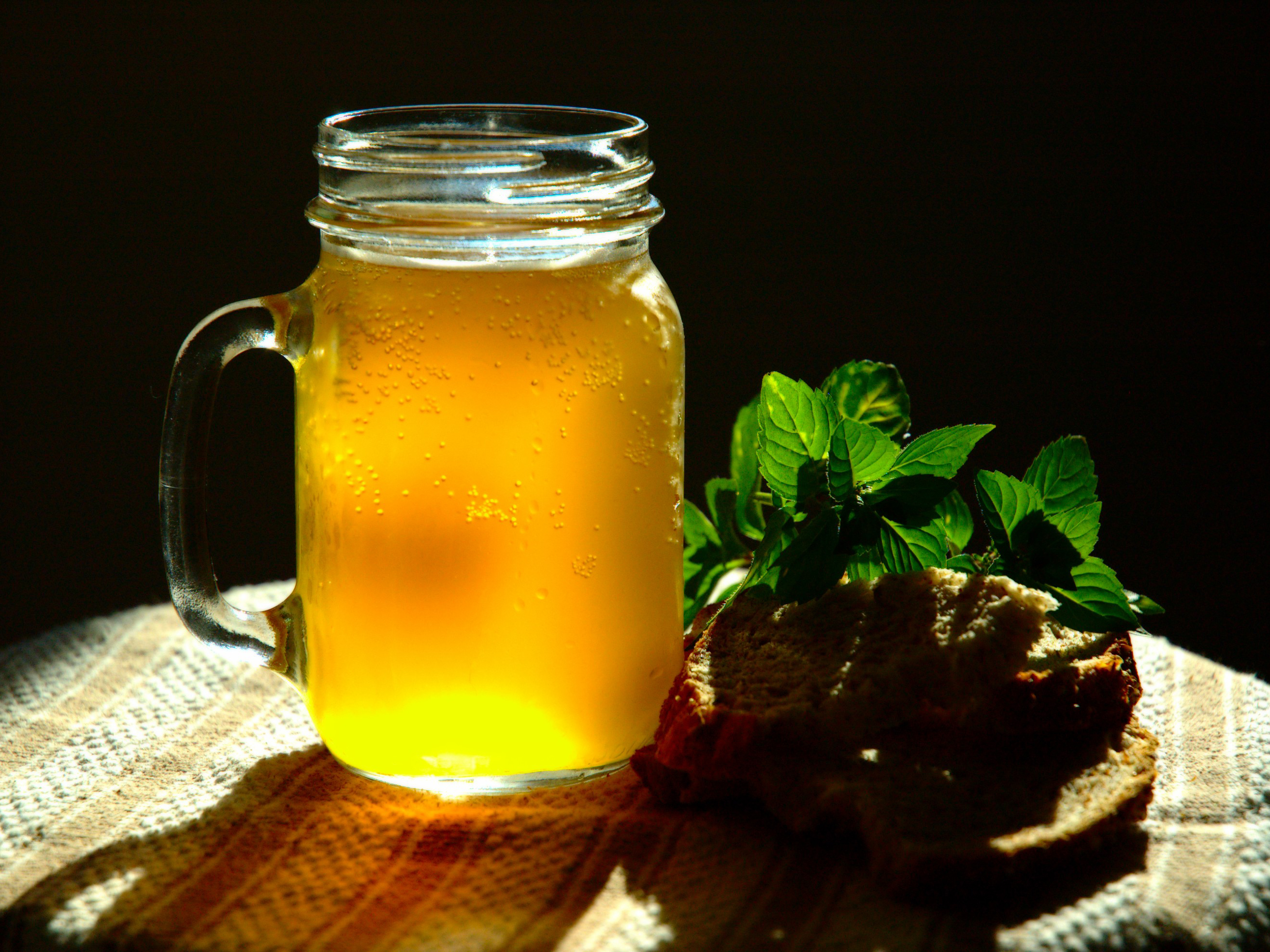
クワス

また、パンとしての利用のほかに、種子は醸造用としてウイスキー（ライ・ウイスキーなど）やウォッカの原料ともなる。とくにロシアにおいては、主原料にライムギを使うことは良質なウォッカの特徴の一つとされている。ライ・ウイスキーが主に製造されるのは、北アメリカ大陸のアメリカとカナダにおいてである。アメリカにおいては、法律によって原料となる麦芽液のうちライ麦が51%以上を占めるものをライ・ウイスキーと呼称することが明確に定められている。ライムギが原料麦芽液の100%を占める場合はシングルライモルト・ウイスキーと呼ばれる。ライ・ウイスキーはアメリカン・ウイスキーのうちの重要な一角をなすほか、主原料としてではなく副原料としても好んで用いられる。カナダにおいては、ライムギは歴史的にウイスキーの主原料とされてきていたが、現在においてはカナディアン・ウイスキーは必ずしもライムギを主原料としているものばかりではない。このほか、コルンやジンなどの蒸留酒にもライムギを原料とするものが存在する。
ロシアやウクライナ、ベラルーシにおいては、ライムギと麦芽を発酵させたクワスという発酵飲料が盛んに作られ、アルコール分がほとんどないため清涼飲料水として好まれている。とくにロシアにおいてはクワスはウォッカよりも古い最古の飲み物の一つであり、ソヴィエト連邦の末期までは盛んに飲まれていた。ペレストロイカ期にはコーラなどの炭酸飲料水が流入してきたために一時人気を失っていたが、徐々に人気を回復させ、再び一般的な清涼飲料の一つとなった。また、クワスにキュウリ、タマネギ、ハツカダイコンといった生の野菜と、茹でたジャガイモ、鶏卵、ハムを混ぜて、オクローシカという冷製スープも作られる。このスープは夏の定番スープとしてロシアで好まれている。ポーランドにおいても、発酵したライムギの上澄み汁（ジュル）を使った白いスープであるジュレック（またはバルシチ・ビャウィ、白いボルシチ）は好まれるスープである。
また、ライムギは家畜の飼料としても使用される。得られる草の量が多く、しかも春の早い時期に得られることから青刈りして飼料や緑肥に使用されるが、家畜はやや好まない傾向がある。

## 日本での現況
日本にライムギが導入されたのは明治時代であり、北海道や東北北部などの寒冷地において栽培された。しかし戦前の栽培面積は数百ヘクタールに過ぎず、第二次世界大戦後に一時急増して1950年には6500ヘクタールまで栽培面積が広がったものの、すぐに急減した。現在では青刈りして飼料や緑肥とするための生産を除きほとんど栽培されていない。緑肥としては、耐寒性が強い上成長が非常に早いため、早く大量の草を得ることができるため利用されることがある。また、同じく成長の速さと丈の高さから、主に日本海側の風の強い地方や砂丘地域で防風・防砂用植物として畑の周囲での栽培もされる。食用としては北海道でわずかながら栽培されているが、ライムギ粉が作られる程度でありパン用ライムギ粉のほとんどは輸入品となっている。
日本に移入されたライムギの品種で最も古いものは19世紀に伝来したドイツの品種である「ペトクーザ」であり、現在も代表品種の一つとなっている。このほかに、「春一番」などいくつかの品種が各種苗会社によって開発され販売されている。
現在、日本で使用されるライムギはほぼ全量輸入であり、2008年には59,281トンが輸入された。輸入先としてはカナダが最大で、輸入量は53,241トンと9割以上を占める。ついで、ドイツ（4,911トン）、アメリカ（1,087トン）と続く。

## ライムギに関する逸話
漢字の「来」（康熙字典体では「來」）はムギをかたどってできたとされ、これに「夂」を加えた漢字がムギを意味する「麦」（康熙字典体では「麥」）である。通説では「來」はライムギの形からできたとされる。ただし、中国にライムギが伝来したのは19世紀と推定されており、「來」の字の成立時期には中国にライムギは存在しなかった。そのうえ、中国でのライムギの名称は「裸麦」、「黒麦」、「洋麦」であり、「来」と呼ばれたことはない。「洋麦」という名称自体が、近代に入ってヨーロッパから導入されたことを示している。